# Cros, Puy-de-Dôme

Cros este o comună în departamentul Puy-de-Dôme, Franța. În 1 ianuarie 2022 avea o populație de 166 de locuitori.